# Ralph Phillips
Ralph Saul Phillips (Oakland, Califórnia, 23 de junho de 1913 — 23 de novembro de 1998) foi um matemático estadunidense. Envolveu-se principalmente com análise.

## Vida e obra
Phillips estudou na Universidade da Califórnia em Los Angeles (bacharel em 1935), obtendo um doutorado na Universidade de Michigan em 1939, orientado por Theophil Henry Hildebrandt, com a tese  Integration in a Convex Linear Topological Space.
Em 1954/55 e 1974 foi bolsista Guggenheim. Em 1997 recebeu pela obra de sua vida o Prêmio Leroy P. Steele. Em 1970 foi palestrante convidado ("Invited Speaker") no Congresso Internacional de Matemáticos em Nice (Scattering theory for hyperbolic systems) e em 1966 em Moscou (Scattering Theory, com Peter Lax). 

## Obras
- com H. James, N. Nichols (Editores) The Theory of Servomechanisms (MIT Radiation Lab), McGraw Hill 1947
- com Einar Hille: Functional Analysis and Semigroups, AMS 1957
- com Peter Lax: Scattering Theory, Academic Press 1967, 2. Auflage 1989 (com apêndices de Cathleen Synge Morawetz e G. Schmidt)
- com Peter Lax: Scattering theory for automorphic functions, Princeton University Press 1976
- Reminiscences about the 1930s, Mathematical Intelligencer, Volume 16, 1994, p. 6